# Biên giới Trung Quốc

Bảng đánh dấu biên giới Trung Quốc.

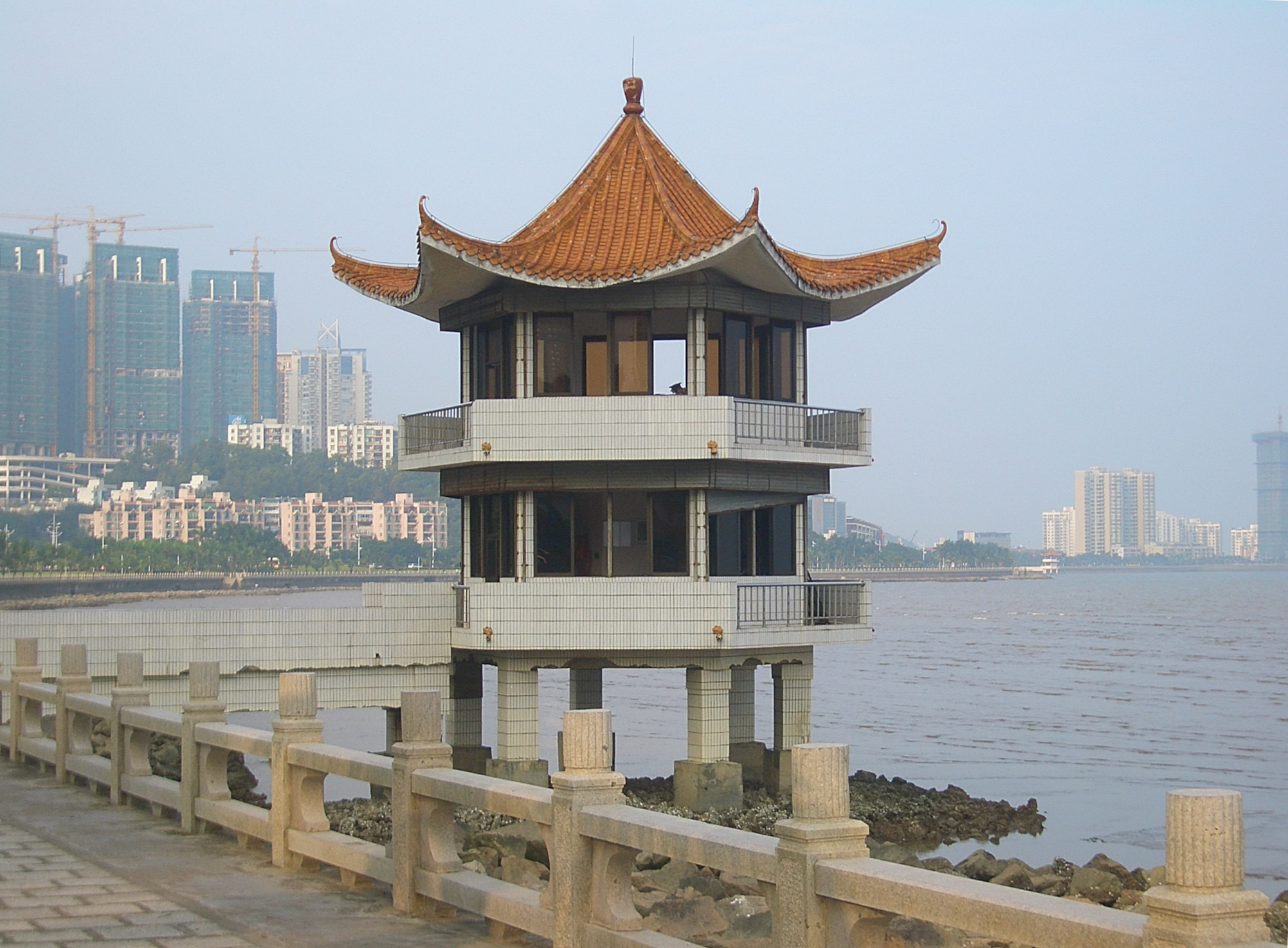
Trạm canh gác biên giới tại bờ biển ở Châu Hải, Quảng Đông, vượt qua là Ma Cao.

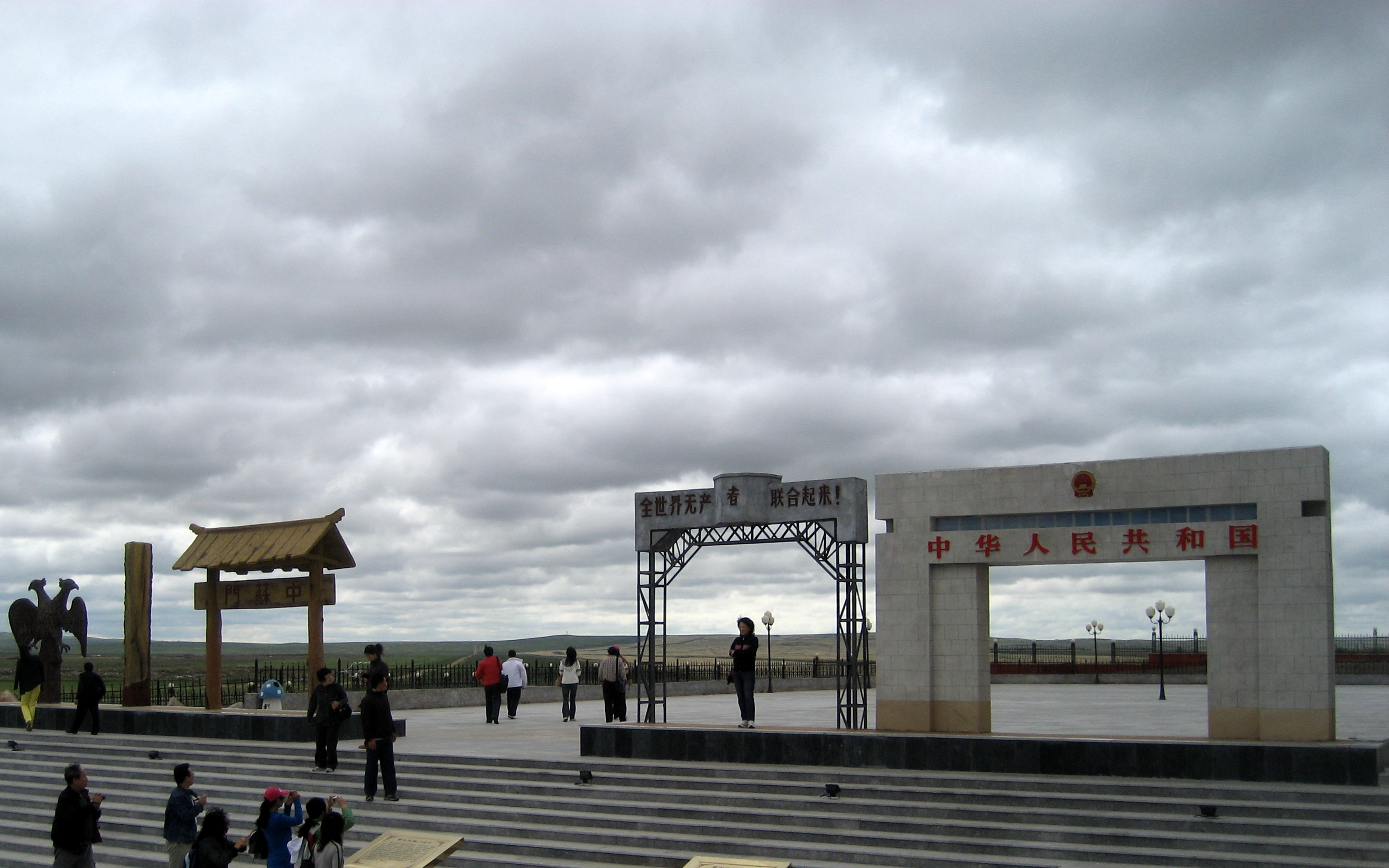
Vài mẫu cổng biên giới nhỏ trước đây của Trung Quốc vào Nga

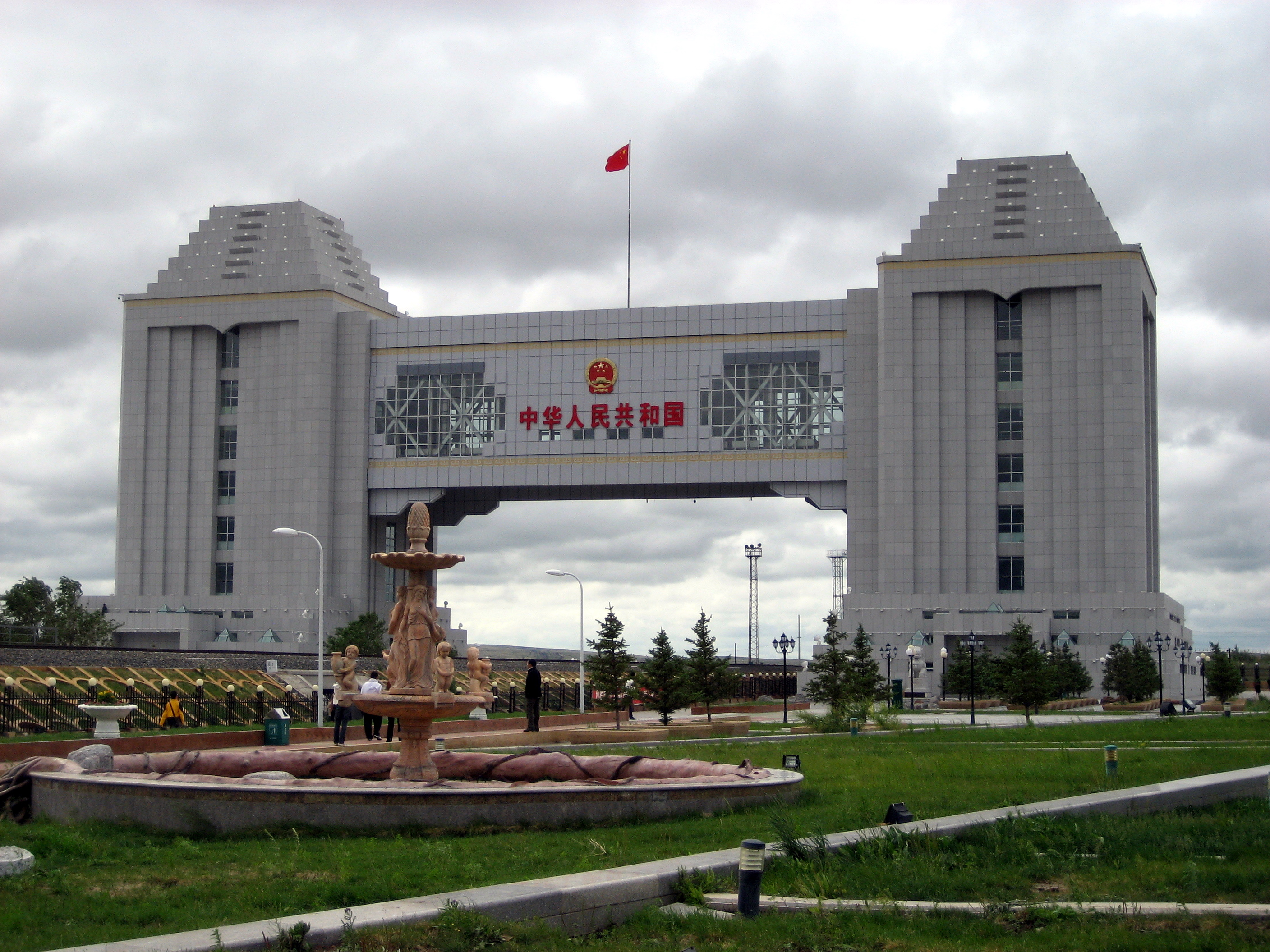
Cổng biên giới hiện đại ở Manzhouli, Nội Mông vào Nga

Cộng hòa Nhân dân Trung Hoa có biên giới quốc tế với 14 quốc gia có chủ quyền. Ngoài ra, nó có một biên giới dài 30 km với đặc khu hành chính Hong Kong, trước đây là lãnh thổ hải ngoại thuộc Anh trước năm 1997 và đường biên giới dài 3 km với Ma Cao, lãnh thổ Bồ Đào Nha cho đến năm 1999. Với đường biên giơi đất tổng cộng là 22.117 kilômét (13.743 mi) nó có đường biên giới đất dài nhất thế giới.

## Biên giới với các nước
Dưới đây là bảng các quốc gia và vùng lãnh thổ chia sẻ biên giới đất liền với Trung Quốc xung quanh chu vi của nó. Các con số trong ngoặc là độ dài của chúng theo dặm.
| Quốc gia       | Độ dài (km) và (mi)        |
| -------------- | -------------------------- |
| Afghanistan    | 76 (47)                    |
| Bhutan         | 470 (292)² [tranh cãi]     |
| Ấn Độ          | 3,380 (2,100)* [tranh cãi] |
| Kazakhstan     | 1,533 (952)                |
| Kyrgyzstan     | 858 (533)                  |
| Lào            | 423 (262)                  |
| Mông Cổ        | 4,677 (2,906)              |
| Myanmar        | 2,185 (1,357)§             |
| Nepal          | 1,236 (768)³               |
| Bắc Triều Tiên | 1,416 (879)¹               |
| Pakistan       | 523 (324)‡                 |
| Nga            | 3,645 (2,264)†             |
| Tajikistan     | 414 (257)                  |
| Việt Nam       | 1,281 (795)                |

 * Chiều dài biên giới Trung Quốc với Ấn Độ tùy thuộc vào nghị quyết về tranh chấp lãnh thổ giữa Ấn Độ và Trung Hoa và giữa Ấn Độ và Pakistan. 
 ² Chiều dài biên giới Trung Quốc với Bhutan tùy thuộc vào nghị quyết về tranh chấp lãnh thổ giữa Ấn Độ và Trung Hoa, và giữa Bhutan và Pakistan.

 ³ Chiều dài biên giới Trung Quốc với Ấn Độ tùy thuộc vào nghị quyết về tranh chấp lãnh thổ giữa Ấn Độ và Nepal về vùng Kalapani.

 § Chiều dài biên giới Trung Quốc với Myanmar tùy thuộc vào nghị quyết về tranh chấp lãnh thổ giữa Ấn Độ và Trung Hoa về khu vực Arunachal Pradesh.

 ‡ Chiều dài biên giới Trung Quốc với Pakistan tùy thuộc vào nghị quyết về tranh chấp lãnh thổ giữa Ấn Độ và Pakistan.

 † Trong 2 phần, tách ra bởi Mongolia.

## Biên giới với Afghanistan
Biên giới giữa Trung Quốc và Afghanistan là biên giới dài 76 kilômét (47 mi), bắt đầu từ điểm biên giới 3 nước của hai nước với Pakistan và kết thúc tại điểm biên giới 3 nước với Tajikistan. Biên giới ngắn này nằm ở cực bắc của Afghanistan, cách xa phần lớn đất nước, vào cuối hành lang [Wakhan]. Phía Trung Quốc của biên giới nằm trong Thung lũng Chalachigu. Cả hai phía của biên giới là khu bảo tồn thiên nhiên: Wakhan Corridor Nature Refuge ở phía Afghanistan và Taxkorgan Nature Reserve ở phía Trung Quốc.

## Biên giới với Ấn Độ
* Biên giới với Ấn Độ gồm 3 phần, tách ra bởi Nepal và Bhutan. Chiều dài biên giới Trung Quốc với Ấn Độ tùy thuộc vào nghị quyết về tranh chấp lãnh thổ giữa Ấn Độ và Trung Hoa và giữa Ấn Độ và Pakistan. Nó là biên giới ngừng chiến dài khoảng 4056 km, được thỏa thuận cuối cùng 1996, có tên là Đường kiểm soát thực tế.

## Biên giới với Bắc Triều Tiên
Biên giới Bắc Triều Tiên - Trung Quốc có chiều dài 1.420 kilômét (880 dặm). Từ tây sang đông, sông Áp Lục, núi Paektu và sông Đồ Môn phân chia hai nước.

## Biên giới với Bhutan
Biên giới giữa Bhutan và Trung Quốc là một tuyến đường ngoằn nghèo dài 470 km, hướng bắc-nam-đông, tách Bhutan về phía nam từ Tây Tạng, một vùng tự trị của Trung Quốc, về phía bắc. Nó nằm giữa hai điểm biên giới ba nước được hình thành bởi hai nước với Ấn Độ.

## Biên giới với Kazakhstan
Sau khi Kazakhstan trở thành một quốc gia độc lập, họ thương lượng một hiệp ước biên giới với Trung Quốc, được ký tại Almaty vào ngày 26 tháng 4 năm 1994 và được tổng thống Kazakh phê chuẩn vào ngày 15 tháng 6 năm 1995. Theo thỏa thuận, một dải đất đồi ở phía đông của Zhalanashkol mà Liên bang Xô viết và Trung Quốc đã tranh luận vào năm 1969 được công nhận là lãnh thổ của Trung Quốc.
Để mô tả chính xác hơn các phần nhỏ của biên giới, các thỏa thuận bổ sung đã được ký vào ngày 24 tháng 9 năm 1997 và ngày 4 tháng 7 năm 1998. Trong vài năm sau đó, biên giới được phân chia phân chia bởi các ủy ban chung. Theo các biên bản và bản đồ của ủy ban, đường biên giới của hai nước là 1782,75 km, trong đó có 1215,86 km đường biên giới đất liền và 566,89 km đường biên giới dọc theo (hoặc qua) sông hồ. Công việc của ủy ban đã được ghi lại bằng một số biên bản chung, kết thúc với Nghị định thư ký kết tại Bắc Kinh vào ngày 10 tháng 5 năm 2002.

## Biên giới với  Kyrgyzstan
Biên giới giữa Trung Quốc và Kyrgyzstan dài 858 kilômét (533 mi). Từ tây nam tới đông bắc, biên giới này bắt đầu ở điểm biên giới 3 nước giữa 2 nước này với Tajikistan và chấm dứt ở cùng điểm với Kazakhstan. Biên giới là dãy núi tên là Tian Shan. Trung Quốc và Kyrgyzstan đã phân định biên giới của họ năm 1996.

## Biên giới với  Lào
Biên giới giữa Trung Quốc và Lào là một tuyến đường dài 423 km chia cắt các tỉnh của Lào phía bắc là Luang Namtha, Oudomxai và Phongsali với tỉnh Vân Nam phía Nam Trung Quốc. Phía đông bắt đầu ở biên giới hai nước với Việt Nam, đi về phía tây, rồi theo hướng nam và đi theo hướng tây đến biên giới của hai nước với Myanmar. Biên giới giữa 2 nước đã được thiết lập chính thức từ năm 1964.

## Biên giới với  Myanmar
Biên giới giữa Trung Quốc và Myanmar bắt đầu từ ngọn núi Hkakabo Razi (5881m), ngọn núi cao nhất Đông Nam Á đi ngang qua dãy núi Jigong Shan và Jiangaosh lot (3302 m). Nó tiếp tục qua các vùng đồi núi, với chỉ một phần nhỏ của sông Mê Kông và kết thúc tại biên giới với Lào.